# Zinaída Samsónova
Zinaída Aleksándrovna Samsónova (en ruso: Зинаи́да Алекса́ндровна Самсо́нова; 14 de octubre de 1924 - 27 de enero de 1944) fue una sargento mayor soviética del servicio médico militar que combatió en la Segunda Guerra Mundial integrada en las filas del 667.º Regimiento de Fusileros de la 218.º División de Fusileros del 47.º Ejército en el Frente de Vorónezh. Murió en combate el 27 de enero de 1944 por un francotirador alemán mientras intentaba rescatar a un soldado soviético herido durante la ofensiva Kalinkovichi-Mozyr al oeste de Gómel, recibió póstumamente el título de Héroe de la Unión Soviética el 3 de junio de 1944.

## Biografía
Zinaída Samsónova nació el 14 de octubre de 1924 en la localidad de Bobkovo de la gobernación de Moscú (Unión Soviética); actualmente situada en el raión de Yegórievsk del óblast de Moscú (Rusia). En el seno de una familia de trabajadores rusos, su padre trabajaba como herrero. A principios de la década de 1930, la familia se mudó a la cercana ciudad de Kolichevo. Después de graduarse en la escuela secundaria en 1939 y completar su formación en la Escuela de Medicina de Yegórievsk en agosto de 1942, trabajó como enfermera en una casa para discapacitados hasta 1941 cuando fue transferida a un trabajo de construcción de defensas tras el inicio de la invasión alemana de la Unión Soviética.

### Segunda Guerra Mundial
Samsonova se unió al Ejército Rojo en octubre de 1942 después de terminar la escuela de medicina y dejar su trabajo en la construcción. Fue asignada al 667.º Regimiento de Infantería como parte del servicio médico. En su carrera luchó en los frentes de Stalingrado y Vorónezh y en las batallas de Stalingrado y Kursk. Era conocida entre sus compañeros por su valentía tras el avance hasta la cabeza de puente de Bukrin en la batalla del Dniéper, el 24 de septiembre de 1943, en la que fue una de las primeras en cruzar y mantener una cabeza de puente. En esa batalla formó parte del primer grupo de desembarco, y durante el ataque mató a tres soldados alemanes. Entre el 26 y el 27 de septiembre, bajo un intenso fuego enemigo, evacuó a más de treinta soldados heridos a la orilla izquierda. En un tiroteo el 27 de septiembre durante la noche, se unió al resto de las tropas soviéticas en un contraataque contra las fuerzas alemanas, operando un subfusil y granadas de mano.
Durante la guerra, participó en numerosas batallas como parte de la más amplia Batalla del Dnieper, incluidas las batallas por liberar las ciudades ucranianas de Kiev, Zhitómir y la Ofensiva de Zhitomir-Berdichev. En noviembre de 1943, su unidad fue transferida del Frente de Vorónezh al Frente de Bielorrusia (posteriormente renombrado como Primer Frente Bielorruso).
Su carrera militar se vio truncada cuando fue asesinada por un francotirador alemán el 27 de enero de 1944 mientras evacuaba a un soldado herido del campo de batalla en la ofensiva Kalinkovichi-Mozyr. Fue enterrada en una fosa común en la localidad de Azárychy en la provincia de Gómel en la RSS de Bielorrusia (Unión Soviética). El 3 de junio de 1944 por Decreto del Presídium del Sóviet Supremo de la Unión Soviética, fue galardonada, póstumamente, con el título de Héroe de la Unión Soviética, la Orden de Lenin y la medalla Estrella de Oro, «por el coraje y el heroísmo mostrados en en el desempeño del deber militar mostrados en el frente de lucha contra los invasores fascistas».

## Condecoraciones y memoriales
Condecoraciones

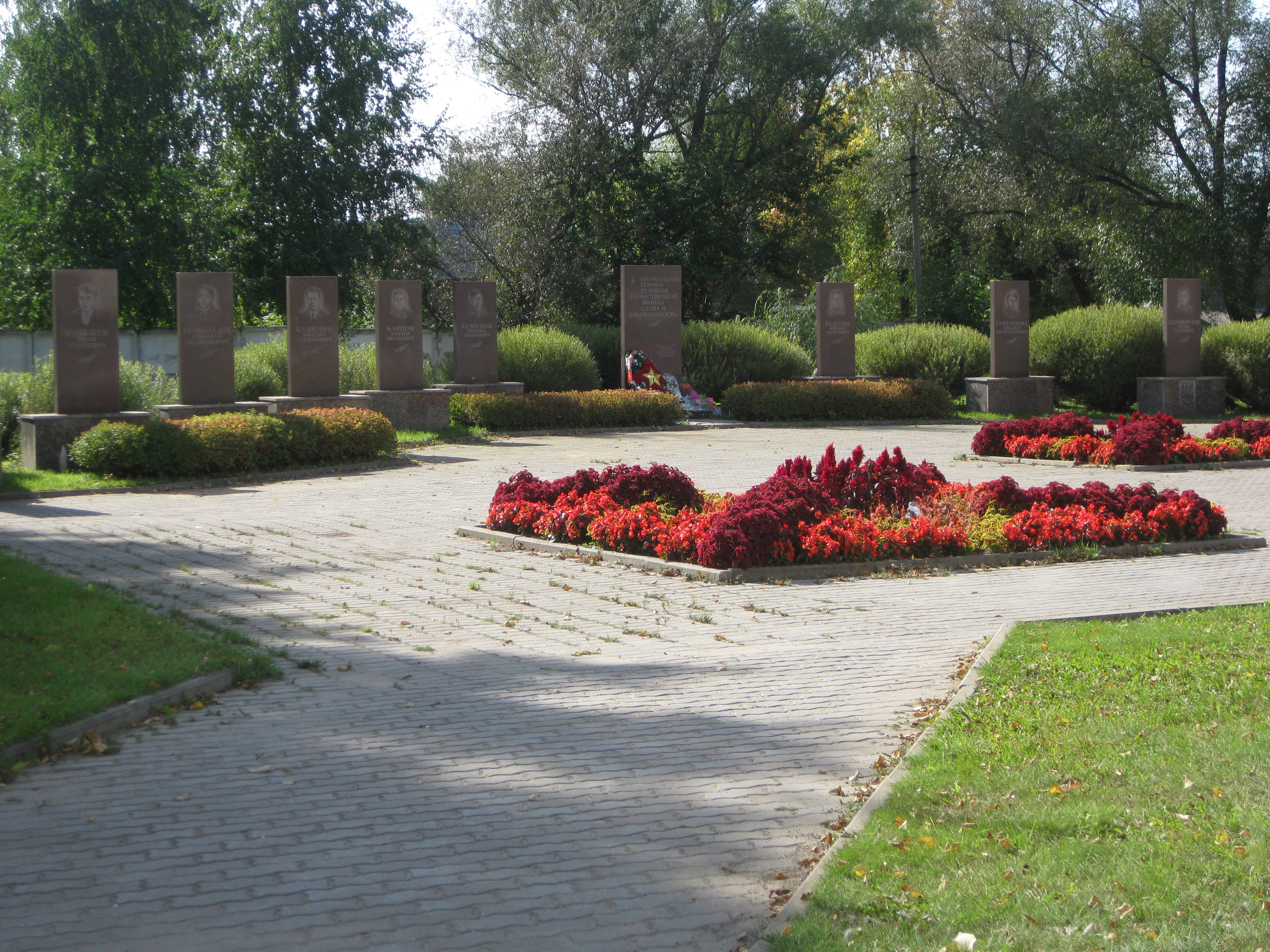
Callejón de la memoria en Yegórievsk

- Héroe de la Unión Soviética (3 de junio de 1944).
- Orden de Lenin (3 de junio de 1944).

Reconocimientos
- Un retrato de Samsónova apareció en una postal soviética como parte de una serie de postales con mujeres médicas que recibieron el título de Héroe de la Unión Soviética.[4]
- Yulia Drunina, una de sus colegas que sobrevivió a la guerra y en la posguerra se convirtió en una celebridad, escribió un poema en su honor titulado Zinka.[3]
- Varias placas y estatuas conmemorativas están presentes en toda la ciudad de Yegórievsk y en la escuela de medicina donde estudió.[2]
- Hay varias calles que llevan su nombre en Yegórievsk (Rusia) y Azárychy (Bielorrusia).[2]

### Listas relacionadas
- Lista de Heroínas de la Unión Soviética